# Santa Cena
|  | Aquest article tracta sobre el relat bíblic. Vegeu-ne altres significats a «L'Últim Sopar (desambiguació)». |

La Santa Cena (o l'Últim Sopar o Última Cena) o simplement la Cena és l'àpat final que, als relats evangèlics, Jesús va compartir amb els seus apòstols a Jerusalem abans de la seva crucifixió. L'Últim Sopar és commemorat pels cristians especialment el Dijous Sant. L'Últim Sopar proporciona la base bíblica de la institució de l'Eucaristia. Es commemora a cada missa i especialment el Dijous Sant.
La Primera Epístola als Corintis conté la menció més antiga coneguda de l'Últim Sopar. Els quatre evangelis canònics afirmen que l'Últim Sopar va tenir lloc la setmana de Pasqua, dies després de l'entrada triomfal de Jesús a Jerusalem, i abans que Jesús fos crucificat el Divendres Sant.  Durant l'àpat, Jesús prediu la seva traïció per part d'un dels apòstols presents, i que abans de l'endemà al matí, Pere negarà tres vegades haver-lo conegut. 
Els tres evangelis sinòptics i la primera epístola als Corintis recullen el relat de la institució de l'Eucaristia en què Jesús pren el pa, el parteix i el lliura als presents dient: "Aquest és el meu cos que us dono".  L'evangeli de Joan explica que Jesús renta els peus dels apòstols i els dona el nou manament "d'estimar-se els uns als altres com jo us he estimat", i inclou el detallat Discurs de comiat de Jesús, que anomena als apòstols que segueixen els seus ensenyaments "amics i no criats", ja que els prepara per a la seva marxa.  
Alguns estudiosos han considerat l'Últim Sopar com la font de les primeres tradicions eucarístiques cristianes.      Altres veuen el relat de l'Últim Sopar com a derivat de la pràctica eucarística del segle I tal com va descriure Pau a mitjans dels anys 50.    

## Terminologia

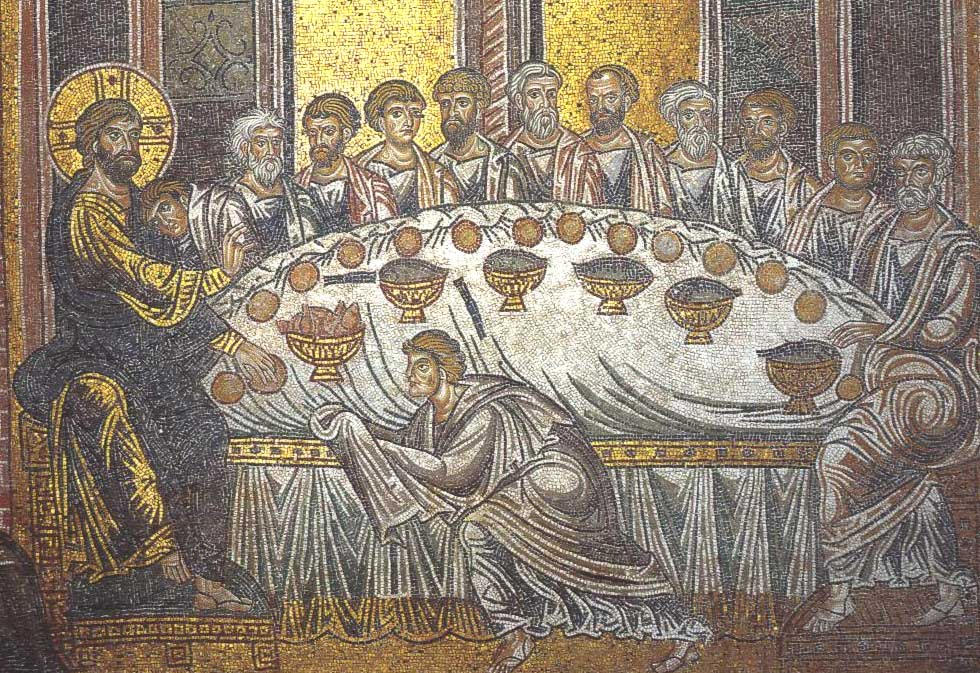
Últim Sopar, mosaics de la catedral de Monreale (Palerm, Sicília, Itàlia)

El terme "Últim Sopar" no apareix al Nou Testament,  però tradicionalment molts cristians es refereixen a aquest esdeveniment. El terme "Sopar del Senyor" es refereix tant a l'esdeveniment bíblic com a l'acte de la "Santa Comunió" i la celebració eucarística ("acció de gràcies") dins de la seva litúrgia. Els protestants evangèlics també utilitzen el terme "Sopar del Senyor", però la majoria no utilitzen els termes "Eucaristia" o la paraula "Santa" amb el nom de "Comunió".
Els ortodoxos orientals utilitzen el terme "Sopar Místic" que es refereix tant a l'esdeveniment bíblic com a l'acte de celebració eucarística dins de la litúrgia. Els ortodoxos russos també utilitzen el terme "Sopar secret" (Church Slavonic, Taynaya vecherya ).

## Narració
Jesús era a prop de Jerusalem per a celebrar la Pasqua (no s'especifica exactament la localització) i va manar als seus deixebles que preparessin un àpat en una casa cedida per un seguidor. Abans de menjar, els va rentar els peus com a signe de servei i va beneir el pa i el vi (símbol de l'Eucaristia d'aleshores ençà), que va repartir entre els dotze apòstols.
Mentre sopaven, els va donar un Nou manament, que era una reformulació de la regla d'or ètica: estimar els altres com Ell els ha estimat. Després va predir exactament el que passaria, incloent-hi la traïció de Judes i les negacions de Pere.

## Influència
La influència de la Santa Cena des del punt de vista de la teologia és fonamental, atès que s'hi crea el sagrament essencial del cristianisme i es recorda la Passió de Jesús. Ocupa també un paper molt important en la iconografia de la història de l'art, car és un motiu recurrent en la pintura, especialment la del Renaixement i el barroc. El calze on es va repartir el vi va esdevenir un símbol molt poderós: el Sant Greal medieval.
La Santa Cena ha esdevingut un tema comú en l'art, essent l'escena més comuna la taula parada amb tots els apòstols i Jesús al centre beneint el pa i el vi. Es representa Judes sense corona o apartat, com a símbol de la seva traïció.